# Аеропорт Султан Азлан Шах
Аеропорт Султан Азлан Шах (IATA: IPH, ICAO: WMKI) — це аеропорт, який обслуговує Іпох, місто в штаті Перак, Малайзія. Знаходиться за 6 кілометрів від центру міста. 
Аеропорт Султан Азлан Шах визнаний сьомим за завантаженістю аеропортом Малайзії.

## Авіалінії та напрямки
| Авіакомпанія | Пункт призначення     |
| ------------ | --------------------- |
| AirAsia      | Джохор-Бару, Сінгапур |
| Scoot        | Сінгапур              |